# Mamoru Hosoda
Mamoru Hosoda (Japonés: 細田 守;  Hepburn: Hosoda Mamoru?), nacido el 19 de septiembre de 1967 en Kamiichi, Distrito de Nakaniikawa, Prefectura de Toyama, Región de Chūbu; es un director de cine y animador japonés. Estudió pintura al óleo en la Universidad de arte y diseño industrial de Kanazawa. El Studio Ghibli le encargó la dirección de El castillo caminante de Howl, pero se retiró durante la producción tras no haber logrado un concepto favorable de sus jefes. Trabajó desde 2005 como director de staff del estudio Madhouse. En el 2011 cofundó junto a Yuichiro Saito el Studio Chizu. Reconocido como director de las cintas Digimon Adventure (el primer cortometraje de esa franquicia) , Mirai, mi hermana pequeña, El niño y la bestia, Los niños lobo, Summer Wars y La chica que saltaba a través del tiempo; estas dos últimas ganadoras del premio a "Mejor animación del año" en el Tokyo Anime Awards de 2007 y 2010 respectivamente. Su séptima película Mirai, mi hermana pequeña, fue nominada a un Premio Oscar en la categoría de Mejor Película de Animación en la 91.ª edición de los Premios de la Academia. Ha resultado ganador en cinco ocasiones del premio a mejor película de animación en los Premios de la Academia Japonesa.

## Trabajos
Como director
- Scarlet (película, 2025)
- Belle (película, 2021)
- Mirai, mi hermana pequeña (película, 2018)
- El niño y la bestia (película, 2015)
- Los niños lobo (película, 2012)
- Summer Wars (película, 2009)
- La chica que saltaba a través del tiempo (película, 2006)
- One Piece: Barón Omatsuri y la Isla Secreta (película, 2005)
- Superflat Monogram (cortometraje, 2003)
- Magical Doremi (TV, episodio 40)
- Digimon: La película
- Digimon Adventure, Our War Game (película, 2000)
- Digimon Adventure (TV, episodio 21)
- Digimon Adventure (película, 1999)

Como jefe de animación
- Galaxy Express 999: Eternal Fantasy
- Sailor Moon SuperS La película (película)

## Premios y nominaciones
Premios Óscar
| Año  | Categoría                   | Película       | Resultado |
| ---- | --------------------------- | -------------- | --------- |
| 2019 | Mejor película de animación | Mirai no Mirai | Nominado  |